# Ginestas
Ginestas (okzitanisch Ginestars) ist ein Ort und eine Gemeinde mit 1.579 Einwohnern (Stand 1. Januar 2022) im Süden Frankreichs im Département Aude in der Region Okzitanien.

## Lage
Der Ort Ginestas liegt etwa zwei Kilometer nördlich des Flusses Aude und ca. 17 Kilometer nordwestlich von Narbonne in einer Höhe von etwa 60 Metern ü. d. M. in der geschichtsträchtigen Kulturlandschaft des Minervois.

## Bevölkerungsentwicklung
| Jahr      | 1800 | 1851 | 1901 | 1954 | 1999  | 2013  |
| Einwohner | 501  | 646  | 1187 | 820  | 1.059 | 1.356 |

Im 19. Jahrhundert stieg die Zahl der Einwohner von etwa 500 auf zeitweise über 1200 Personen an. Die Reblauskrise im Weinbau und die Mechanisierung der Landwirtschaft führten in der ersten Hälfte des 20. Jahrhunderts zu einem kontinuierlichen Bevölkerungsrückgang, der seinen Höhepunkt in den 1970er- und 1980er-Jahren erreichte. Die Nähe zur Großstadt Narbonne hat in den letzten Jahrzehnten wieder zu einem deutlichen Anstieg der Einwohnerzahlen geführt.

## Wirtschaft
Ein Großteil der landwirtschaftlichen Flächen ist seit Jahrhunderten dem Weinbau vorbehalten; produziert werden Weiß-, Rot- und Roséweine, die über die Appellationen Pays de l’Aude, Languedoc, Minervois, Le Pays Cathare und Pays d’Oc vermarktet werden. Einige leerstehende Häuser sind zu Ferienwohnungen (gîtes) umgewandelt worden.

## Geschichte
Die erste urkundliche Erwähnung des Ortsnamens Genestar stammt aus dem Jahr 955; im Jahr 1217 ist von einer Burg (castrum) die Rede, die jedoch längst verschwunden ist. Seit dem ausgehenden 17. Jahrhundert nahm der Ort einen demographischen und wirtschaftlichen Aufschwung als Folge des Baus des Canal du Midi.

## Sehenswürdigkeiten
- Die Pfarrkirche Saint-Luc wird erstmals im Jahr 1324 erwähnt; der heutige Bau mitsamt dem Glockenturm stammt aus dem 17. Jahrhundert. Das Innere der Kirche beherbergt ein schönes Altarretabel mit Gemälden aus derselben Zeit.

Umgebung
- Die romanische Kirche Notre-Dame-des-Vals gehörte zu einem mittelalterlichen Kloster und befindet sich ca. 1 km nördlich des Ortes auf einem Privatgrundstück (43° 16′ 38″ N, 2° 52′ 25″ O). Die Apsis des einschiffigen Baus zeigt eine Lisenengliederung mit abschließendem Rundbogenfries. Das Bauwerk wurde im Jahr 1951 als Monument historique anerkannt.[2]
- Der Canal du Midi durchquert einen kleinen Abschnitt im Süden der Gemeinde; ein wenig außerhalb befindet sich der Weiler Le Somail, der im Zusammenhang mit dem Bau des Kanals entstand und heute ein relativ einheitliches Ensemble der Architektur des ausgehenden 17. und beginnenden 18. Jahrhunderts mit Brücke, Kapelle und Herberge bildet. Der gesamte Baukomplex ist seit 1996 als Monument historique anerkannt.[3]